# 默罕默德·西迪克·米亚
默罕默德·西迪克·米亚（英語：Mohammed Sidik Mia，1965年—2021年1月12日），男，马拉维政治人物、企业家，曾任马拉维大会党副主席和马拉维交通与工程部长。2021年1月12日因2019冠狀病毒病而去世。